# Dýman Nárzildaev
Dýman Ahmettılauly Nárzildaev (in kazako Думан Ахметтилаұлы Нәрзілдаев?; 6 settembre 1993) è un calciatore kazako, centrocampista dell'Ordabasy.

## Palmarès

### Competizioni nazionali
- Coppa del Kazakistan: 1

Qaýsar: 2019